# Bence Tóth
Dans le nom hongrois Tóth Bence, le nom de famille précède le prénom, mais cet article utilise l’ordre habituel en français Bence Tóth, où le prénom précède le nom.
Bence Tóth, né le 22 juillet 1989 à Szolnok, est un footballeur hongrois qui évolue au poste de milieu gauche au Mezőkövesdi SE.